# Canon EF 180mm f/3.5L Macro USM
El Canon EF 180mm f/3.5L macro USM és un teleobjectiu fix i macro de la sèrie L amb muntura Canon EF.
Aquest, va ser comercialitzat per Canon l'abril de 1996, amb un preu de venta suggerit de 1.450$.
Aquest, és l'objectiu macro de la sèrie EF de Canon amb major distància focal.
Aquest objectiu s'utilitza sobretot per fotografia macro.

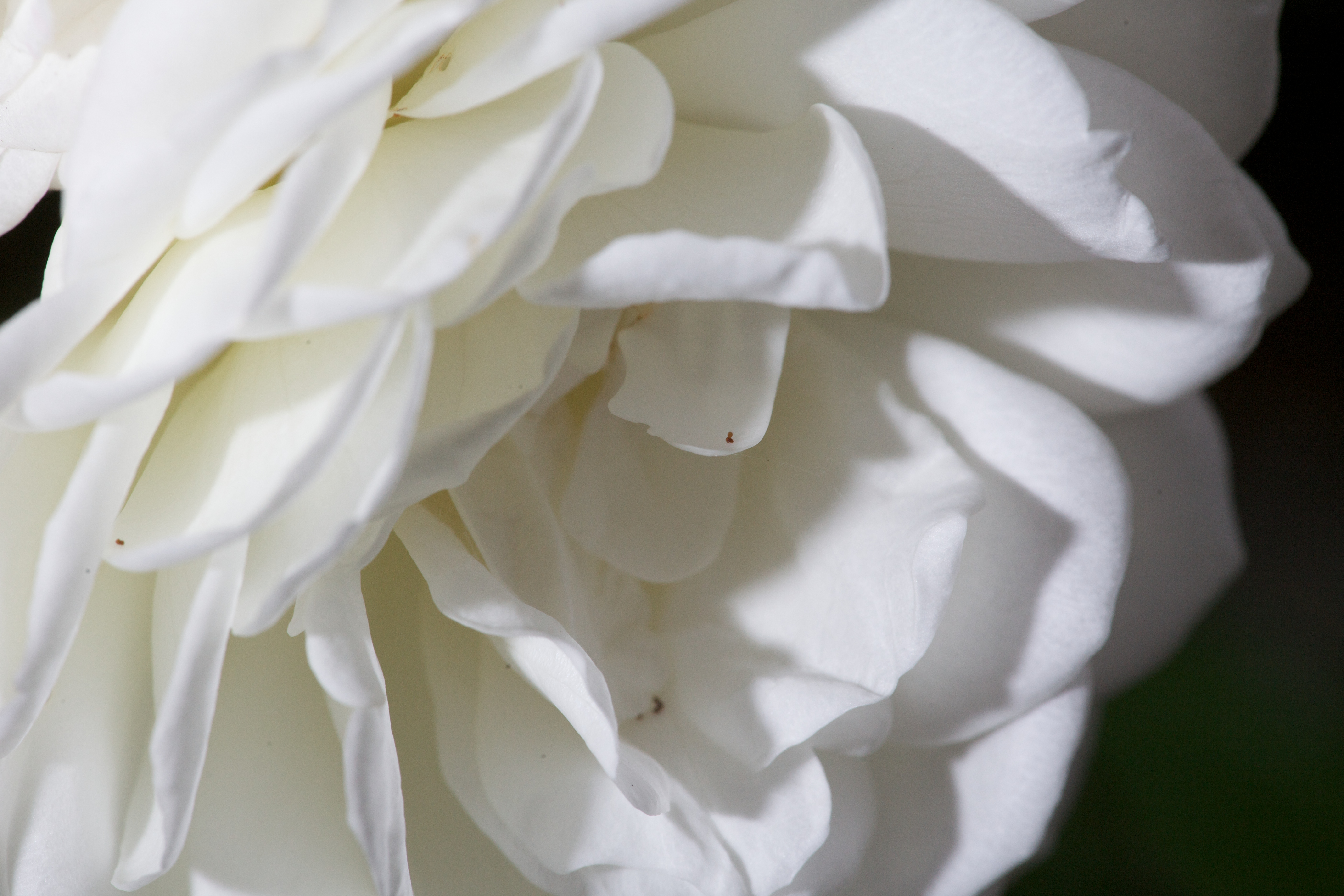
Rosa fotografiada amb el Canon EF 180mm f/3.5L Macro USM

## Característiques
Les seves característiques més destacades són:
- Distància focal: 180mm
- Obertura: f/3.5 - 32
- Motor d'enfocament: USM (Motor d'enfocament ultrasònic, ràpid i silenciós)
- Distància mínima d'enfocament: 48cm
- Porta filtres intern de 72mm
- Macro 1:1
- Distorisió òptica de 0,089% (tipus barril)
- A f/5.6 ja gairebé no s'aprecia ombrejat a les cantonades[5]
- Encara que des de f/3.5 a f/16 ll'objectiu ja dona molt bona qualitat d'imatge, de f/5.6 a f/11 és on l'objectiu mostra la seva màxima qualitat òptica[5]

## Construcció[2]
- El canó i la muntura són metàl·lics
- El diafragma consta de 8 fulles, i les 14 lents de l'objectiu estan distribuïdes en 12 grups
- Consta de dues lents d'ultra baixa dispersió (usats per augmentar la nitidesa i eliminar aberracions cromàtiques)

## Accessoris compatibles[6]
- Tapa E-72 II
- Parasol ET-78 II
- Filtres de 72mm
- Tapa posterior E
- Estoig LZ1324
- Suport de trípode de tipus anella B
- Extensor EF 1.4x III
- Extensor EF 2x III
- Tub d'extensió EF 12 II
- Tub d'extensió EF 25 II

## Objectius similars
- Sigma APO Macro 180mm f/2.8 EX DG OS HSM[7]
- Tamron SP AF 180mm f/3.5 Di LD (IF) Macro[8]